# Mazen Al-Hamada
Mazen Al-Hamada (en árabe: مازن الحمادة‎, romanizado: Māzin al-Ḥamdā) (Gobernación de Deir ez-Zor, Siria, 3 de julio de 1977-Prisión de Saydnaya, diciembre de 2024) fue un activista de derechos humanos sirio. Su nombre se destacó después de su participación en las protestas contra el régimen de Bashar al-Ásad durante los eventos de la Primavera Árabe en 2011. Fue arrestado por las autoridades sirias, pasando más de un año y medio en prisión, donde fue sometido a los peores tipos de tortura. Tras su liberación, Al-Hamada eligió el exilio y se estableció en los Países Bajos como solicitante de asilo. Durante su estancia allí, trabajó en documentar los crímenes cometidos por las autoridades sirias, ofreciendo impactantes testimonios públicos sobre las violaciones que presenció y sufrió, y destacó las atrocidades cometidas en los centros de detención sirios. 
El 23 de febrero de 2020, Al-Hamada regresó a Siria, donde fue arrestado nuevamente por los servicios de inteligencia, convirtiéndose en una nueva víctima de la desaparición forzada. Su paradero siguió siendo desconocido hasta el 9 de diciembre de 2024, cuando se encontró su cadáver en la prisión de Sednaya, una de las cárceles más famosas por los malos tratos y violaciones de derechos humanos en Siria.

## Biografía
Mazen Al-Hamada se graduó del Instituto de Industria Petrolera y trabajaba como técnico en la empresa multinacional francesa Schlumberger. Participó en las manifestaciones que exigían más libertad y democracia, y decidió documentar estos eventos usando su teléfono móvil. Fue arrestado por primera vez el 24 de abril de 2011 por los servicios de inteligencia sirios, y fue liberado después de una semana. El 29 de diciembre de 2011, fue arrestado nuevamente y pasó dos semanas bajo detención en la misma rama de la inteligencia. 
Después de esta segunda experiencia, decidió abandonar Deir ez-Zor y mudarse a Damasco.